# Petras Vaičiūnas

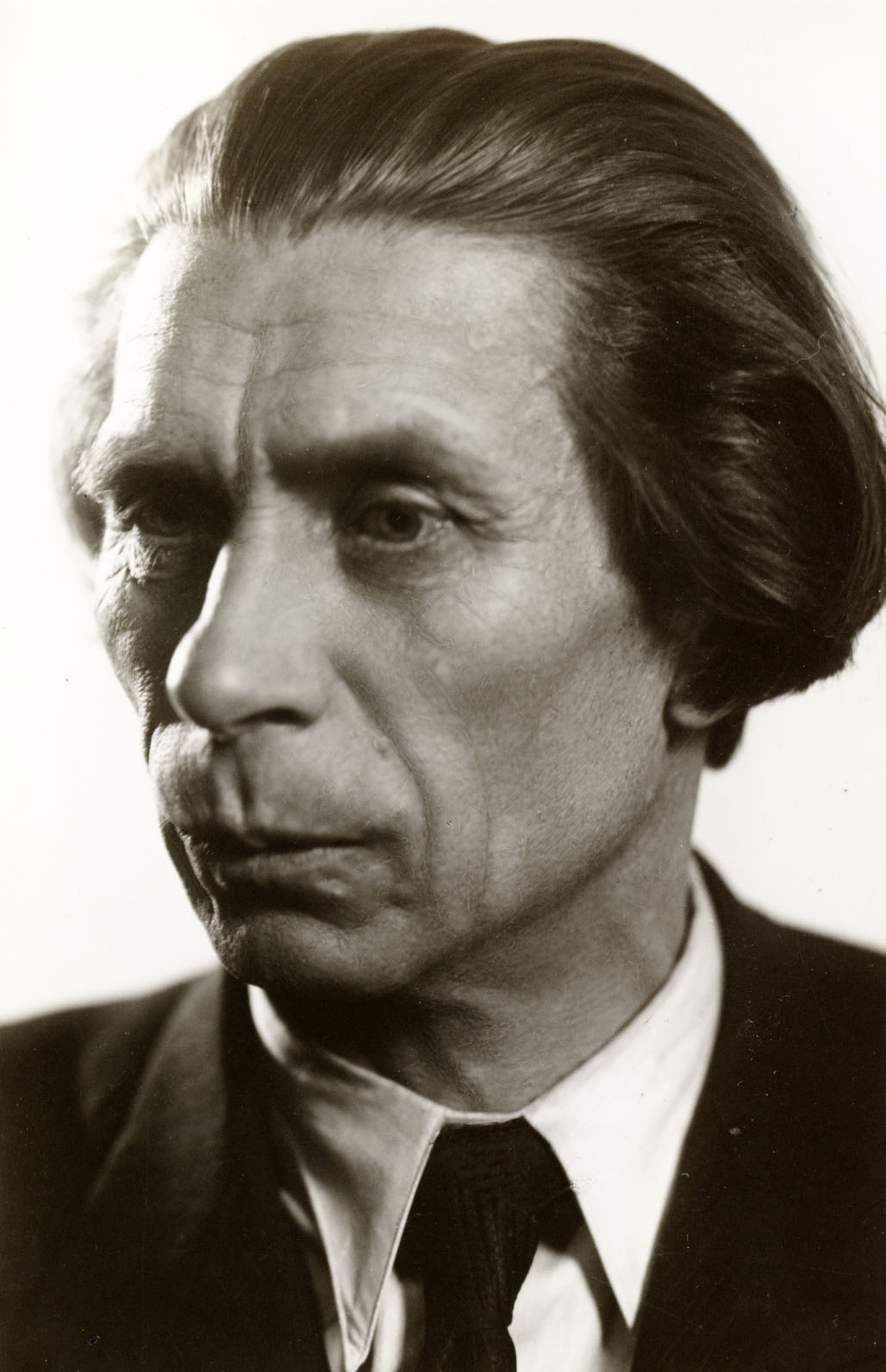
Petras Vaičiūnas

Petras Vaičiūnas (* am 11. Juli 1890 in Piliakalniai, Rajongemeinde Jonava; †  7. Juni 1959 in Vilnius, Litauische SSR) war ein litauischer Dichter, Dramatiker und Übersetzer. 

## Leben

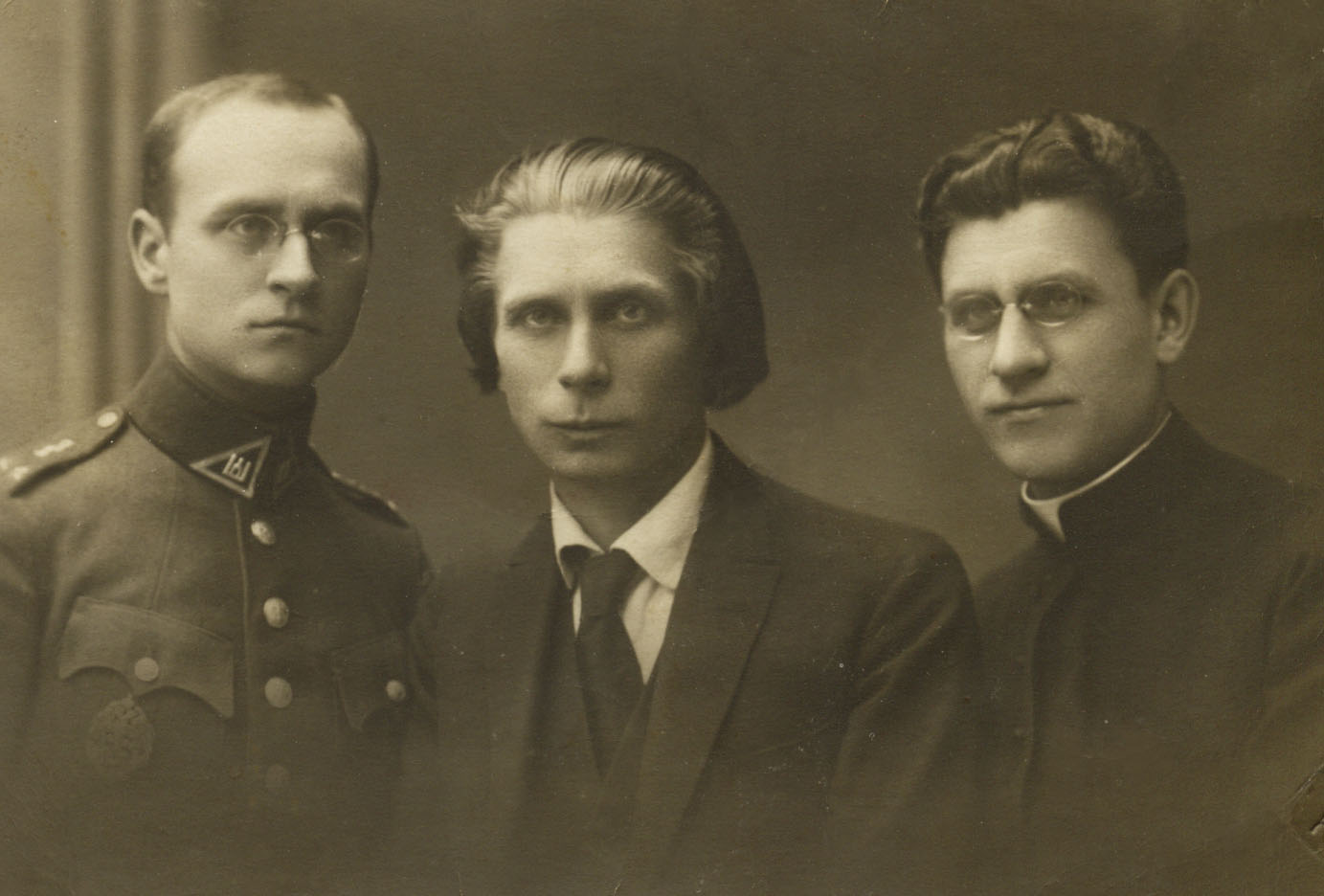
Mit Brüdern: Viktoras (?), Petras und Juozas (?)

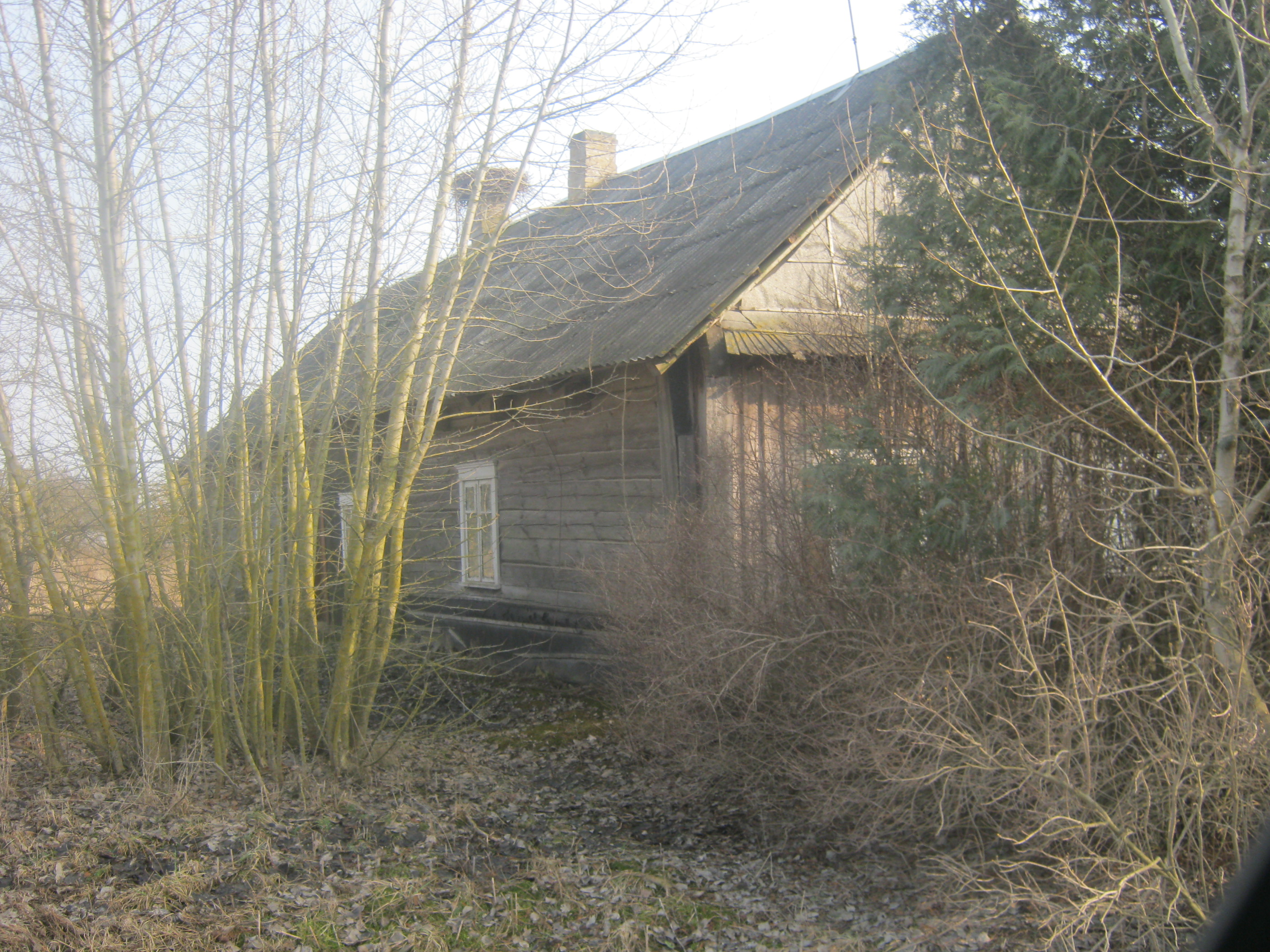
Geburtshaus in Piliakalnis

Die Eltern waren Vincas Vaičiūnas und Marija Šarkaitė-Razumienė-Vaičiūnienė. In der Familie gab es sieben Kinder Ignas, Jurgis, Stanislovas und Ona Razumos sowie Petras, Juozas und Viktoras Vaičiūnai. Juozas Vaičiūnas und Stanislovas Razumas wurden Priester, Viktoras Vaičiūnas (1896–1945) zum Psychiater. 
1907 absolvierte Petras die Grundschule Ukmergė und von 1914 bis 1918 lebte in Petrograd, studierte am Institut für Psychoneurologie und an der Universität Petrograd, arbeitete in den Bildungs- und Kultureinrichtungen. Als Dramatiker debütierte er 1916 im Theater „Krivoje zerkalo“ mit dem Theaterstück Pražydo nuvytusios gėlės.
Von 1930 bis 1935 war er Sekretär der Kommission an der Vytauto Didžiojo universitetas. Ab 1941 arbeitete an der Bibliothek der Lietuvos mokslų akademija in Vilnius und war bestimmte Zeit Direktor. Das Gedicht von P. Vaičiūnas „Mes be Vilniaus nenurimsim!“ wurde derzeit beinahe zweite Nationalhymne.
Er war mit Teofilija Dragūnaitė-Vaičiūnienė (1899–1995), Schauspielerin, verheiratet.
Nach Vaičiūnas wurde eine Mittelschule Panoteriai (jetzt Hauptschule) genannt.

## Bibliografie
Poesie
- Rasoti spinduliai, 1923
- Tekanti saulė, 1925
- Gimtuoju vieškeliu, 1927

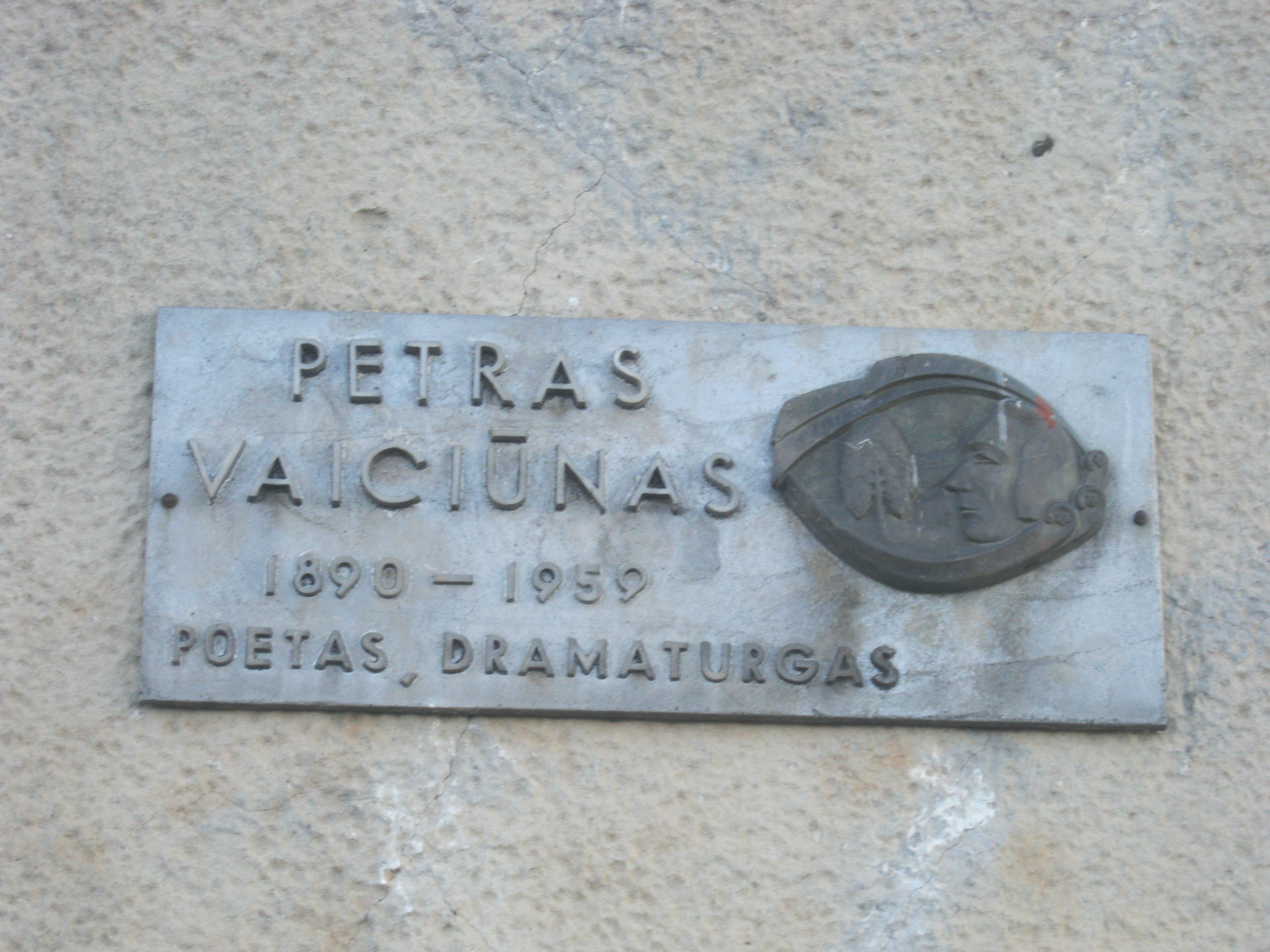
Gedenktafel in Jonava

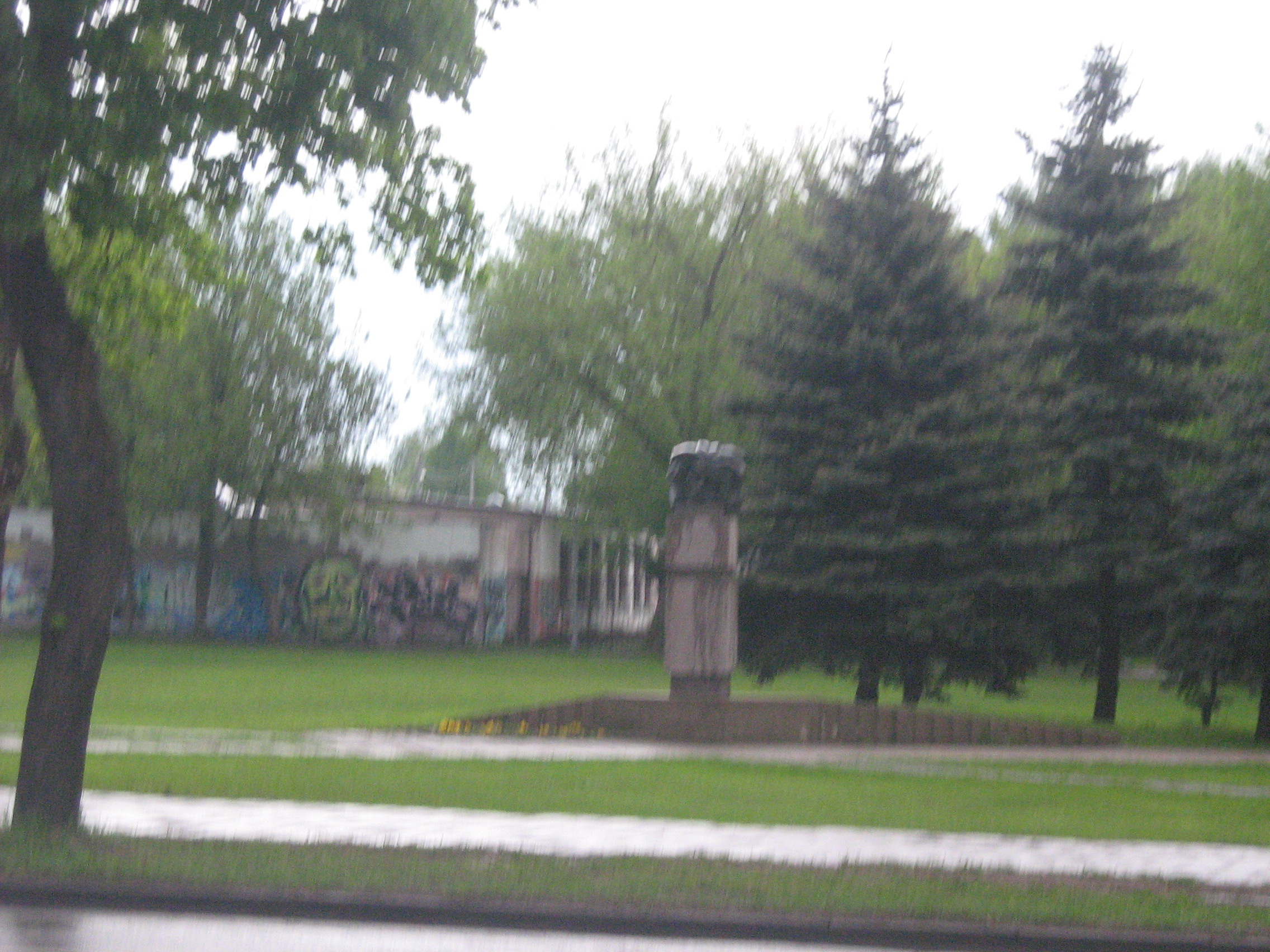
Denkmal an Petras Vaičiūnas in Jonava

- Amžiais dės galvą už Vilnių lietuvis, 1928
- Saulės lobis, 1935

Prosa
- Aukštaičių pasakos, 1934

Theater
- Pražydo nuvytusios gėlės, 1917
- Milda, 1920
- Mano taurė, 1920
- Žemėtos kaukės, 1923
- Giedrėjanti sąžinė, 1924
- Sudrumstoji ramybė, 1924
- Tuščios pastangos, 1926
- Patriotai, 1926
- Nuodėmingas angelas, 1927
- Stabai ir žmonės, 1928
- Laimės gėlė, 1928
- Liepsnojančios širdys, 1929
- Aukso žaismas (rankraštis, 1932)
- Naujieji žmonės (rankraštis, 1933)
- Tikruoju keliu (rankraštis, 1933)
- Sulaužyta priesaika, 1935
- Prisikėlimas (rankraštis, 1936)